# NGC 256
NGC 256 (còn được gọi là ESO 29-SC11) là cụm sao mở trong chòm sao Đỗ Quyên. Nó được phát hiện bởi John Frederick William Herschel vào ngày 11 tháng 4 năm 1834.